# Oreoschimperella verrucosa
Oreoschimperella verrucosa är en flockblommig växtart som först beskrevs av Jacques Étienne Gay och Achille Richard, och fick sitt nu gällande namn av Stephan Rauschert. Oreoschimperella verrucosa ingår i släktet Oreoschimperella och familjen flockblommiga växter. Inga underarter finns listade i Catalogue of Life.